# Museo de Arte de Tel Aviv

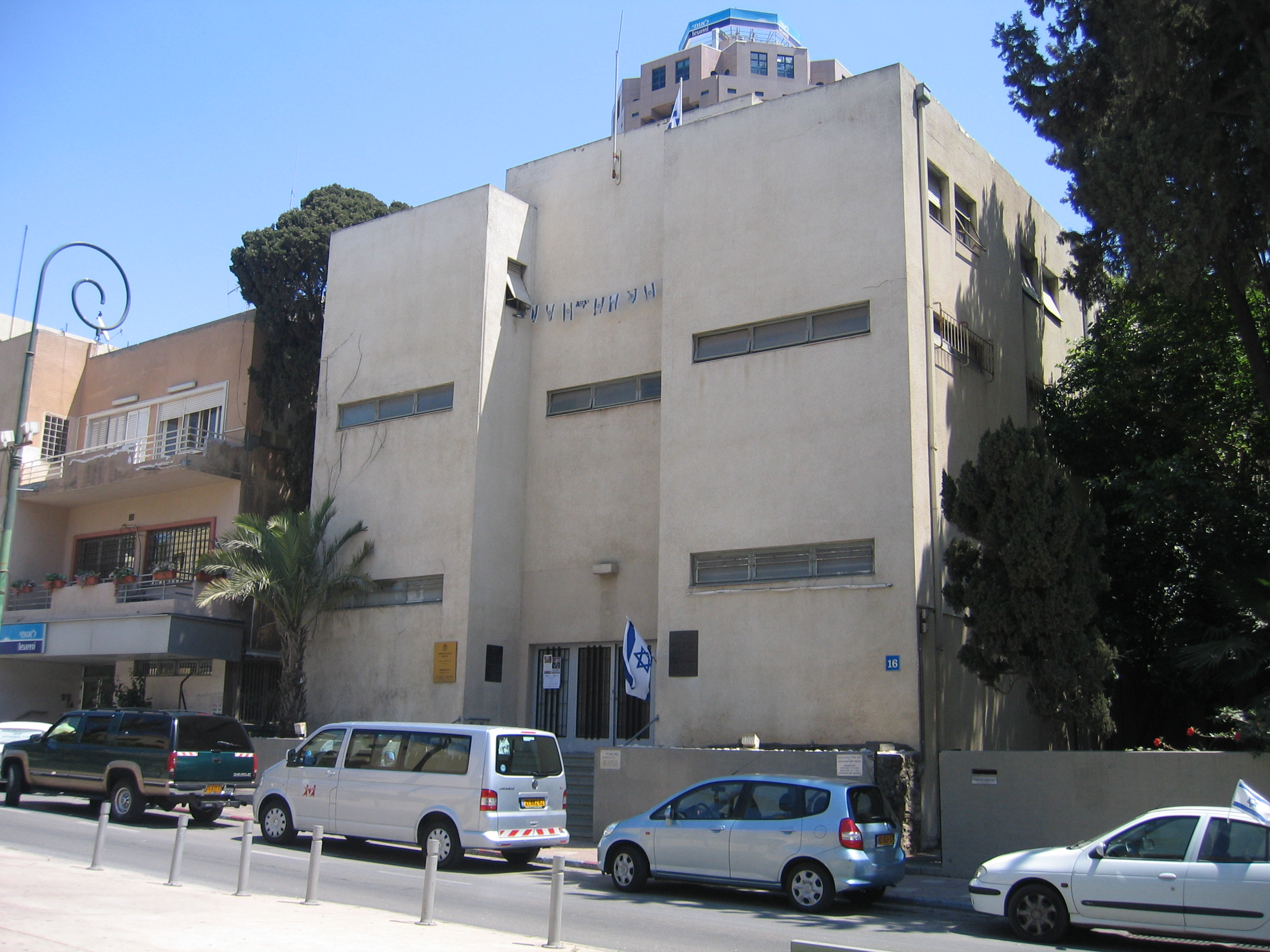
El Salón de la Independencia, fue la sede del Museo hasta 1971

El Museo de Arte de Tel Aviv (en hebreo: מוזיאון תל אביב לאמנות, Muze'on Tel Aviv Lamanut) es un museo de arte en Tel Aviv, Israel. 

## Historia
Fue establecido en 1932 en un edificio que fue la casa del primer alcalde de Tel Aviv, Meir Dizengoff. El Pabellón Helena Rubinstein de Arte Contemporáneo se inauguró en 1959. El museo se trasladó a su actual ubicación en la avenida Saul-Hamelekh en 1971, otra ala fue añadida en 1999 y se estableció el Jardín de Escultura Lola Beer Ebner. También contiene el Centro de Educación de Arte de Joseh y Rebecca Meyerhoff, abierto desde 1988.
El museo alberga una colección completa de arte clásico y contemporáneo, sobre todo arte israelí, un jardín de esculturas y un ala juvenil.
En 2018, el museo batió un récord con 1,018,323 visitantes.

## Colección permanente
La colección del museo representa a algunos de los principales artistas de la primera mitad del siglo XX y a varias de las vanguardias del arte moderno en este período: Fovismo, Expresionismo alemán, Cubismo, Futurismo, Constructivismo ruso, De Stijl y Surrealismo, arte francés desde los impresionistas y postimpresionistas hasta la Escuela de París, incluyendo obras de Chaim Soutine, obras clave de Pablo Picasso desde el período azul y neoclásico hasta su período tardío y obras de Joan Miró.
En 1989, el artista pop estadounidense Roy Lichtenstein creó un gigantesco mural de dos paneles especialmente para el Museo, el cual se encuentra colgado en el vestíbulo de entrada.
La colección incluye varias obras destacadas, entre ellas Retrato de Friedericke Maria Beer (1916) del artista austríaco Gustav Klimt e Improvisación sin título V (1914), del artista ruso Vasili Kandinsky.
La Colección Peggy Guggenheim, donada en 1950, incluye 36 obras de artistas abstractos y surrealistas, entre ellas obras de Jackson Pollock, William Baziotes, Richard Pousette-Dart, Yves Tanguy, Roberto Matta y André Masson.
Las esculturas se exhiben en la plaza de entrada y en un jardín interior de esculturas.

## Exhibiciones temporales

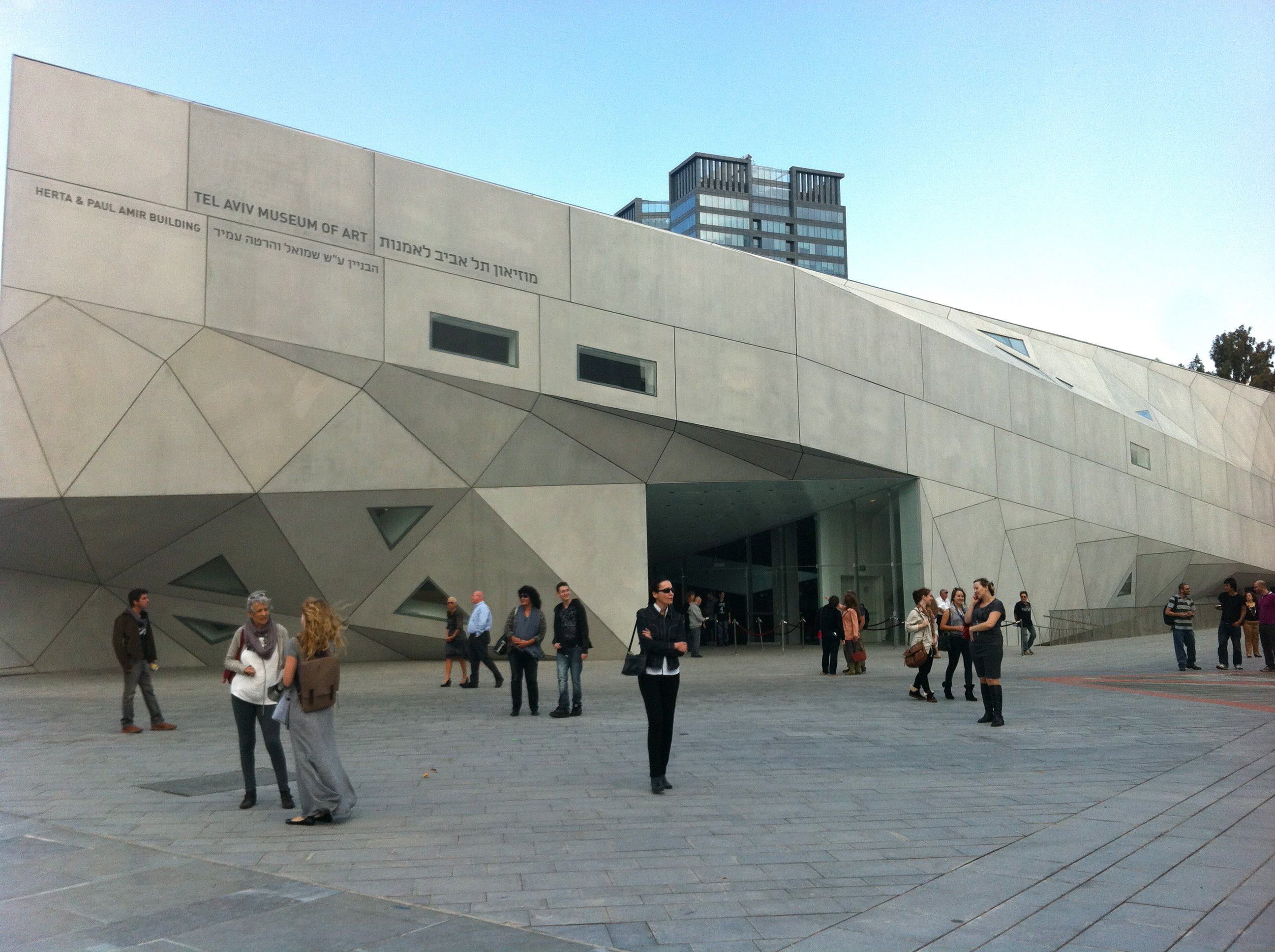
Edificio Herta y Paul Amir.

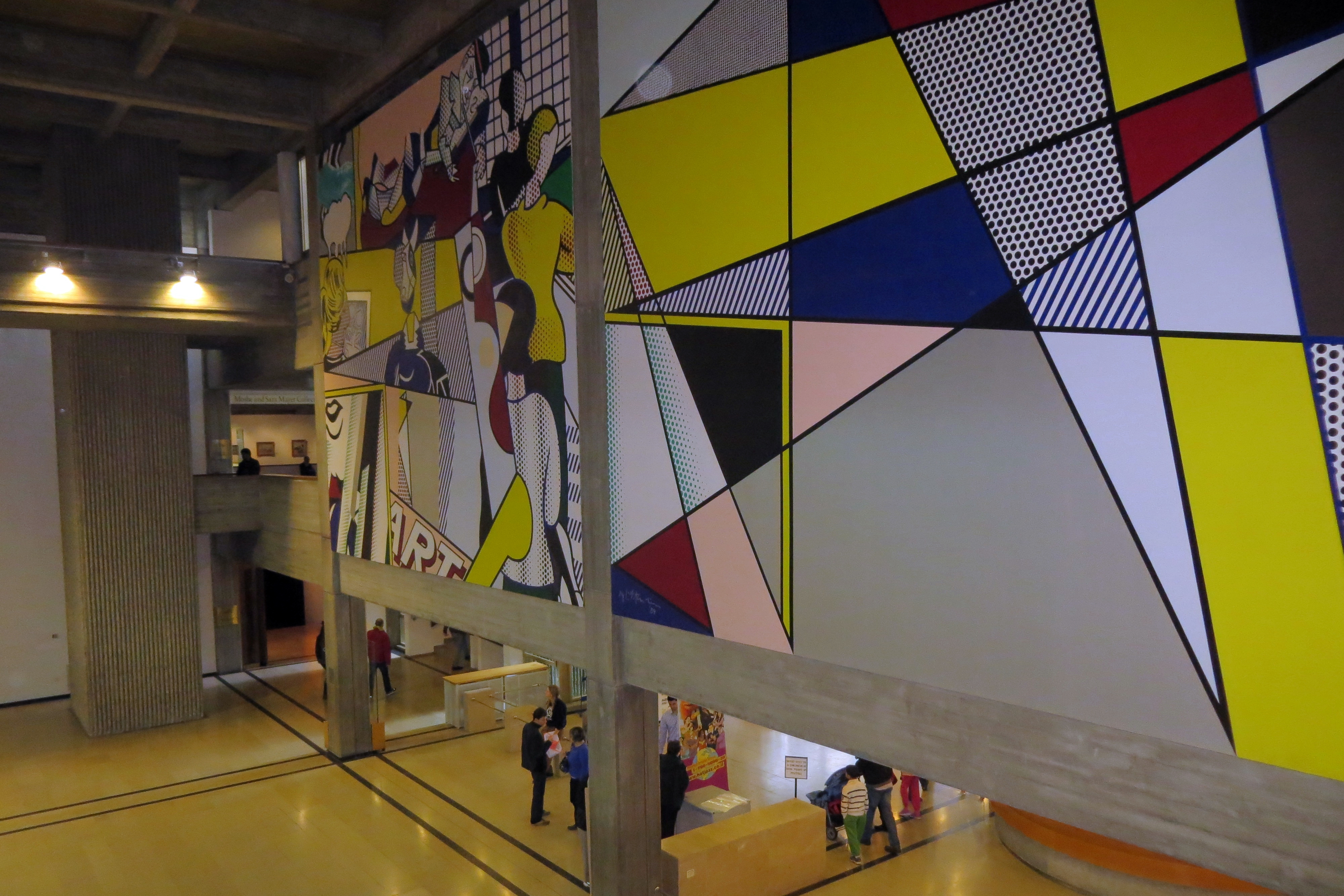
Interior del museo en diciembre de 2013.

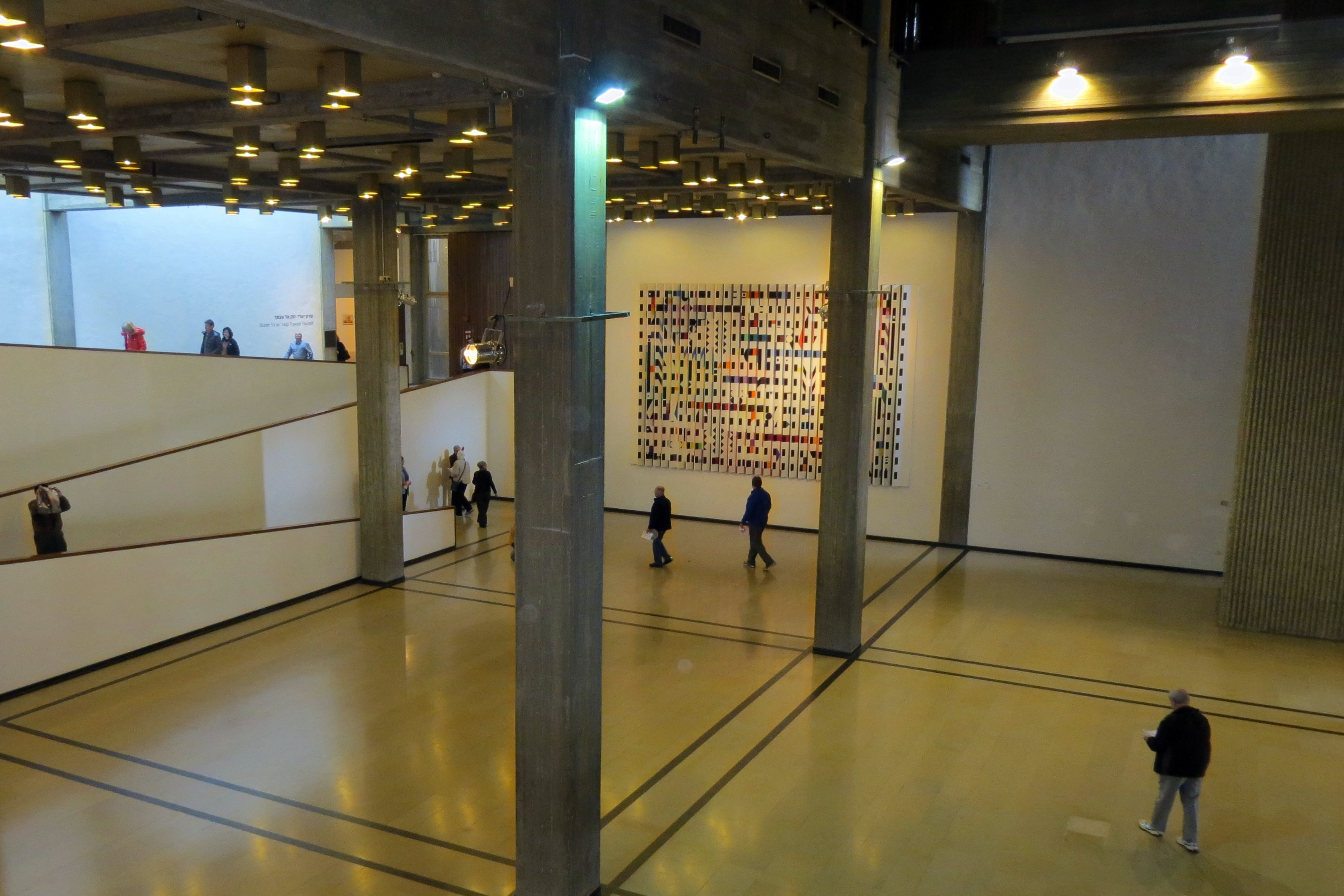
Interior del museo en diciembre de 2013.

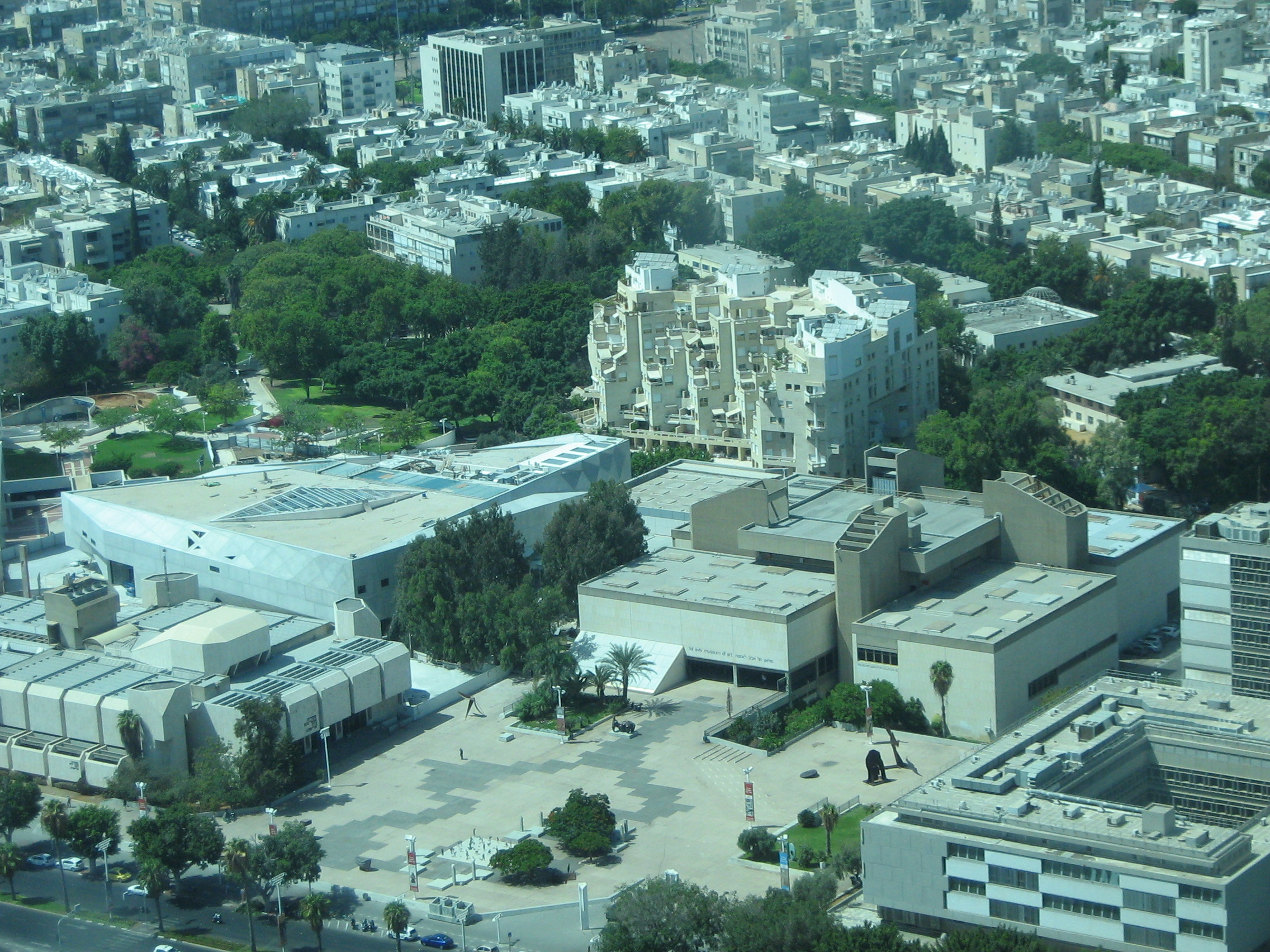
Vista aérea del museo en septiembre de 2010.

Además de la colección permanente, el museo alberga exposiciones temporales de artistas individuales y exposiciones grupales organizadas en torno a un tema común.

## Edificio Herta y Paul Amir
El 2 de noviembre de 2011, se inauguró el Edificio Herta y Paul Amir con la exposición Schevirat ha-Kelim (Fractura de los buques) del artista alemán Anselm Kiefer en el lado oeste del museo, también alberga un archivo de arquitectura israelí, una nueva sección de fotografía y artes visuales. El nuevo edificio alberga 5630 metros cuadrados de espacio en cinco pisos de galerías y fue diseñado por el arquitecto estadounidense Preston Scott Cohen.

## Otros artistas
Aparte de los ya mencionados, el museo también posee obras de los siguientes artistas:
- Myriam Bat-Yosef
- Emmanuel Bellini
- Hanna Ben-Dov
- Yosl Bergner
- Geula Dagan
- Alfred Defossez
- Xavier Degans
- David Lan-Bar
- Mordecaï Moreh

## Galería

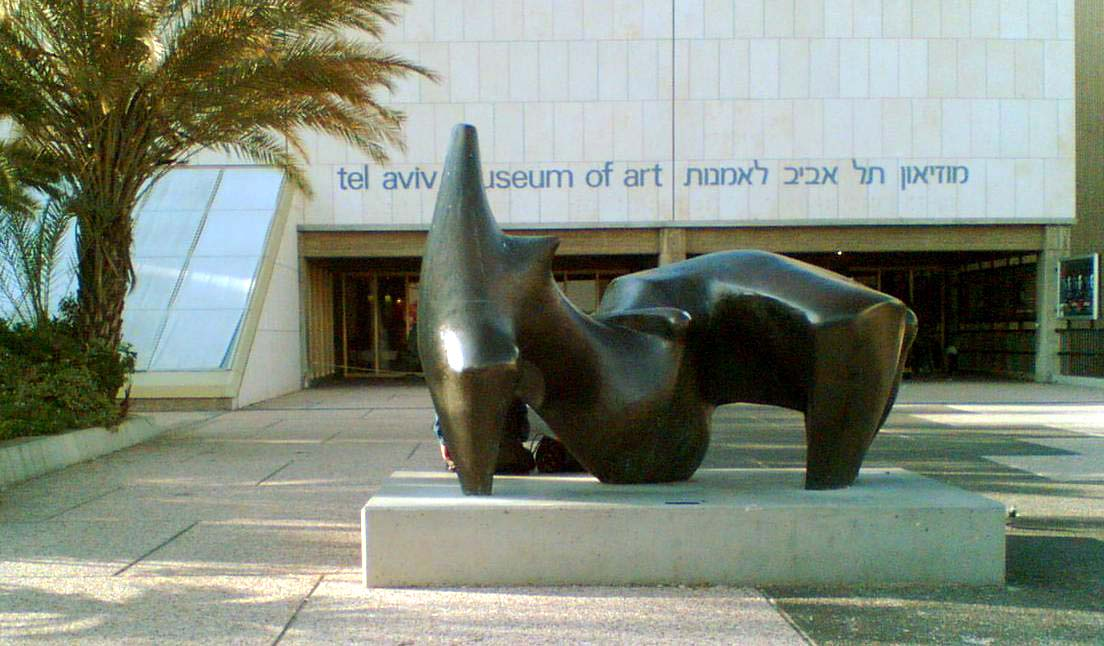
Escultura de Henry Moore frente a la entrada del museo
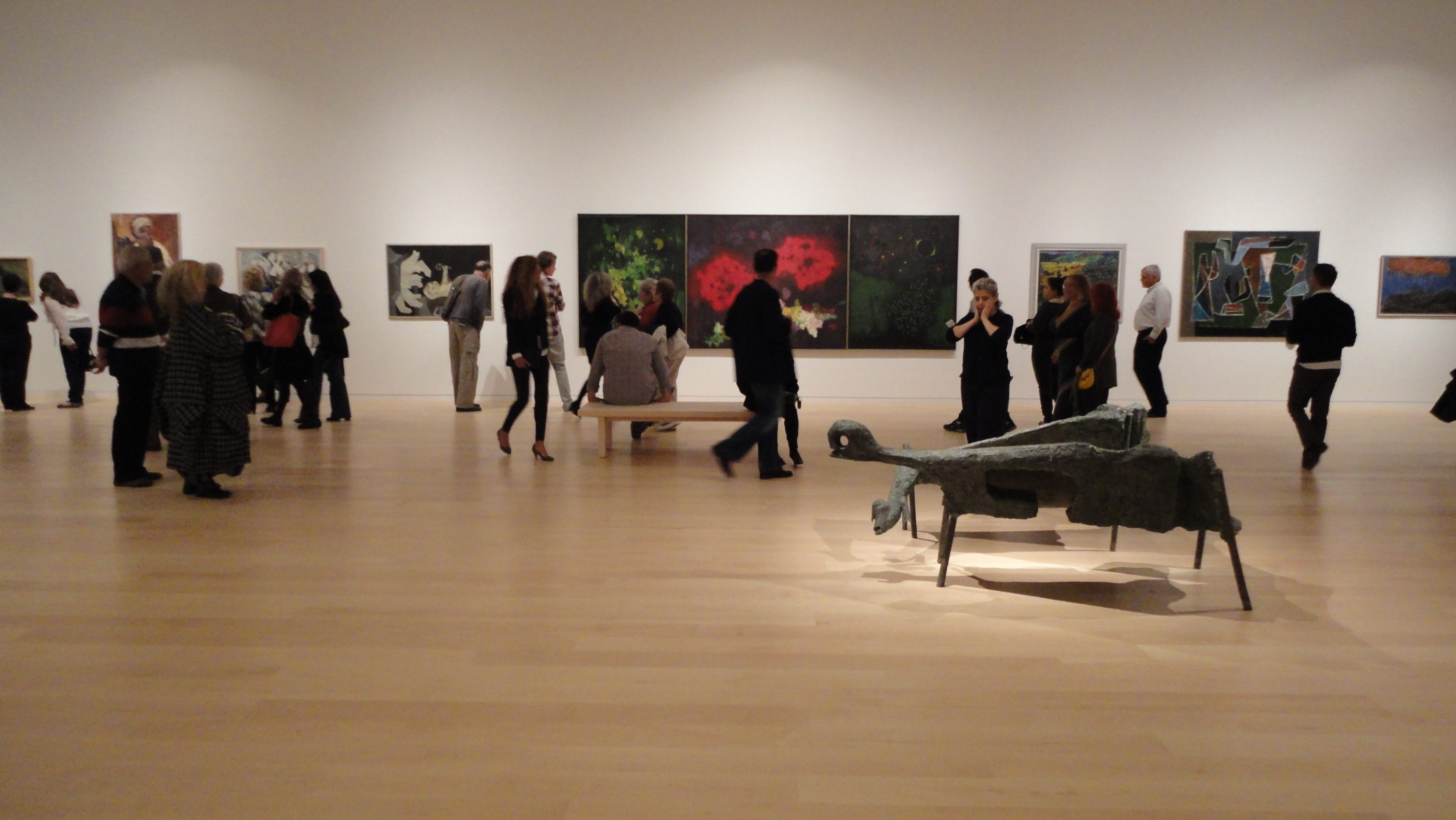
Inauguración del Edificio Herta y Paul Amir
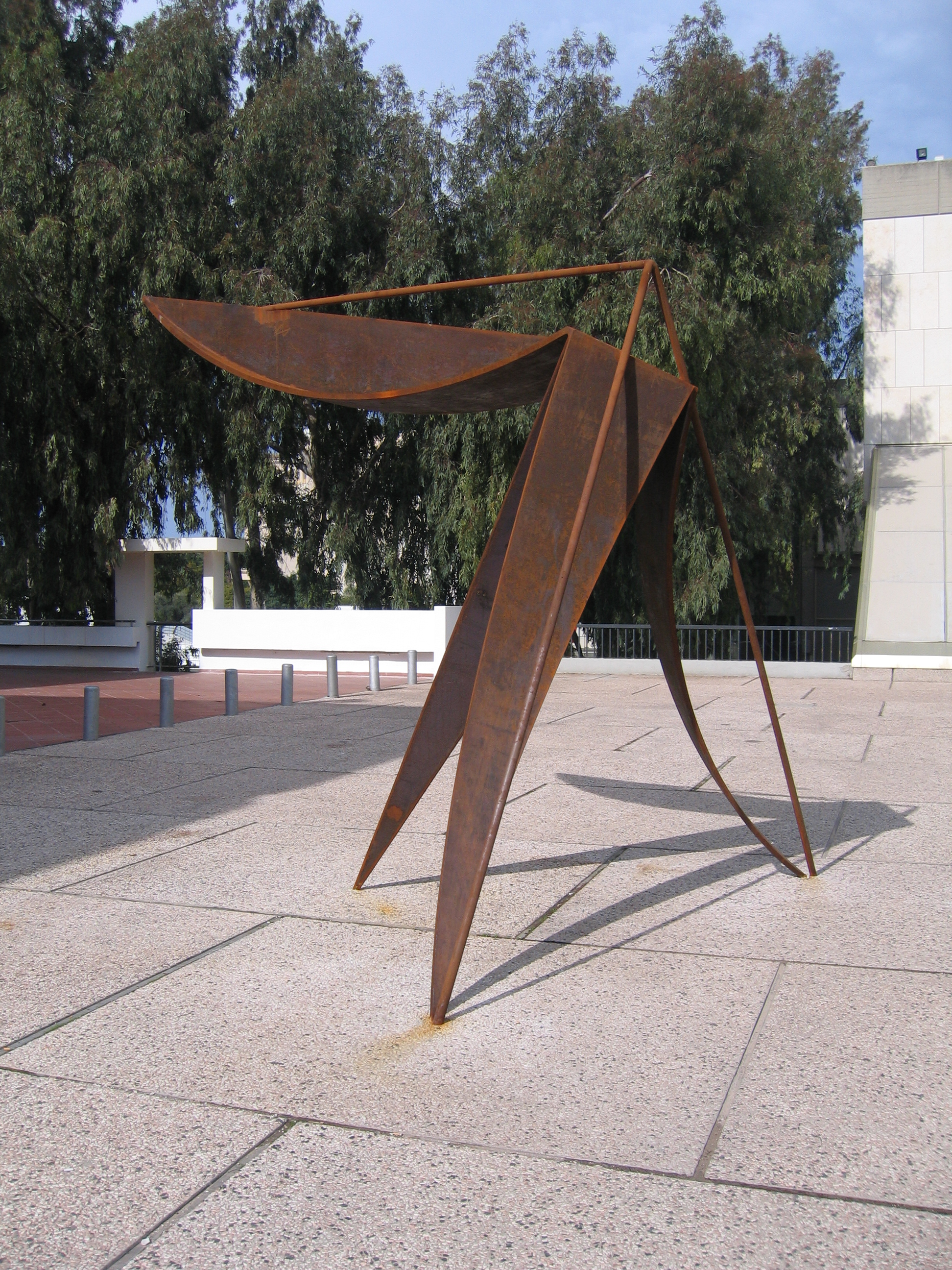
”Mosquito” de Buky Schwartz
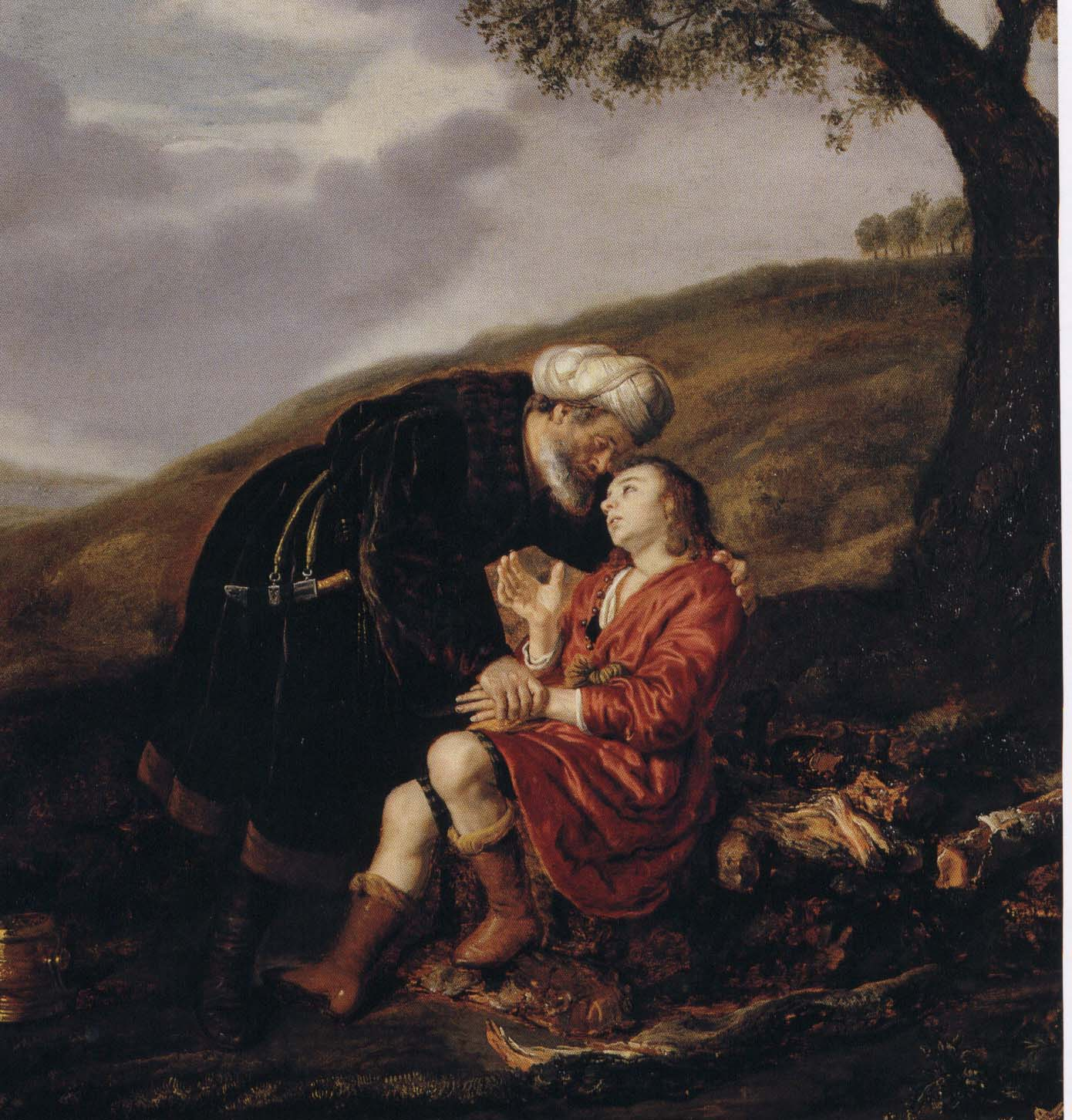
”Sacrificio de Isaac” de Jan Victors
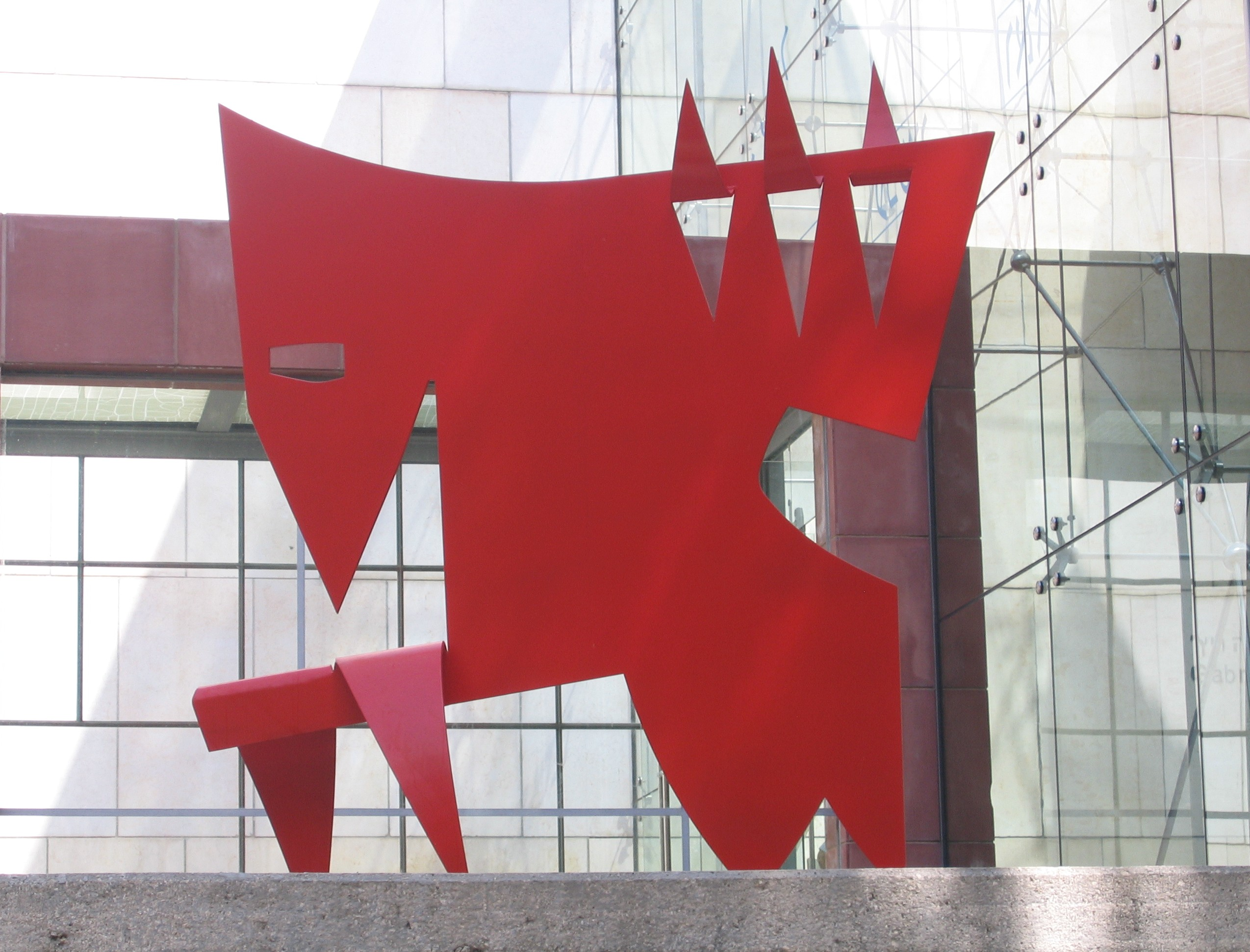
“Vivo” de Dov Feigin
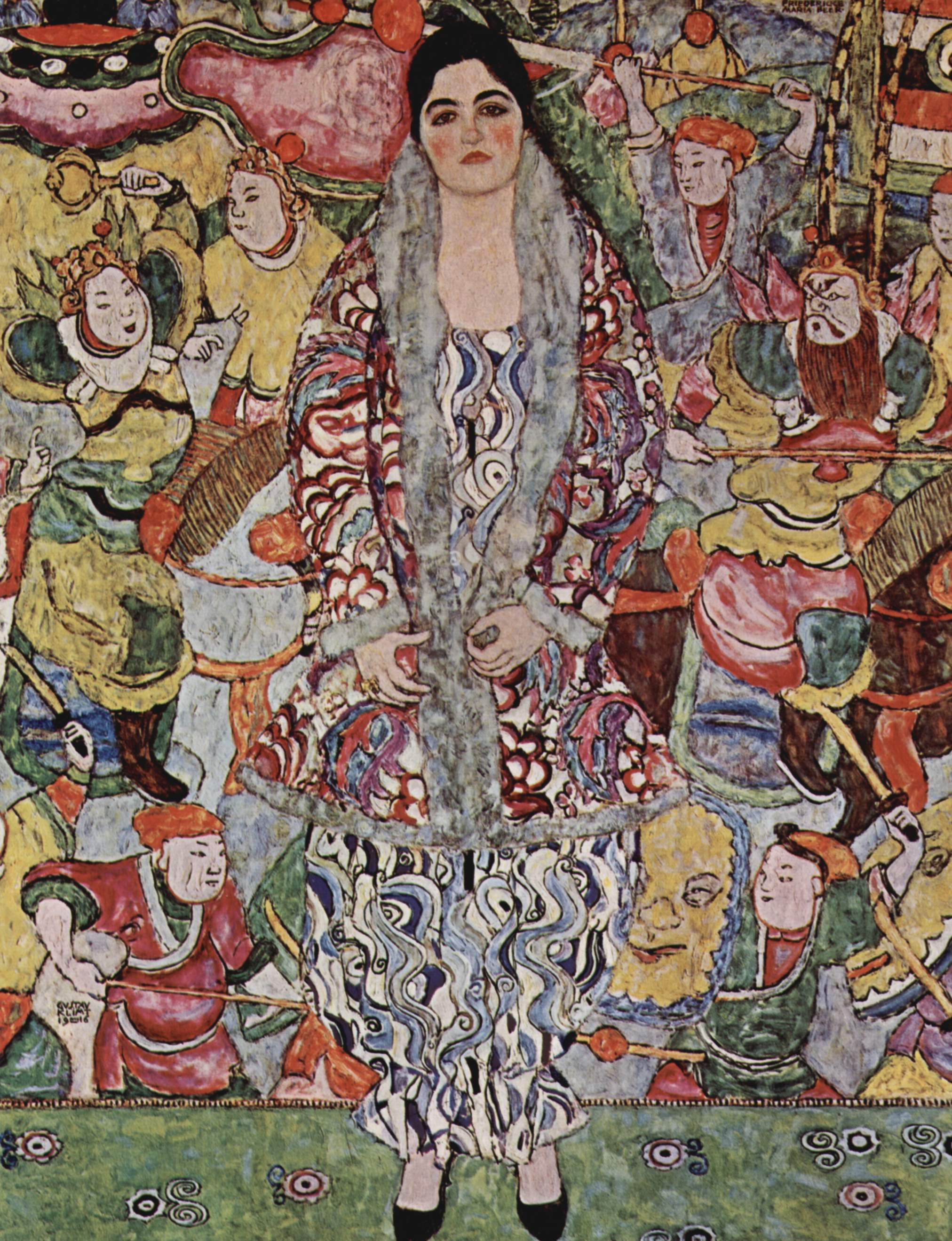
“Retrato de Friedericke Maria Beer” de Gustav Klimt
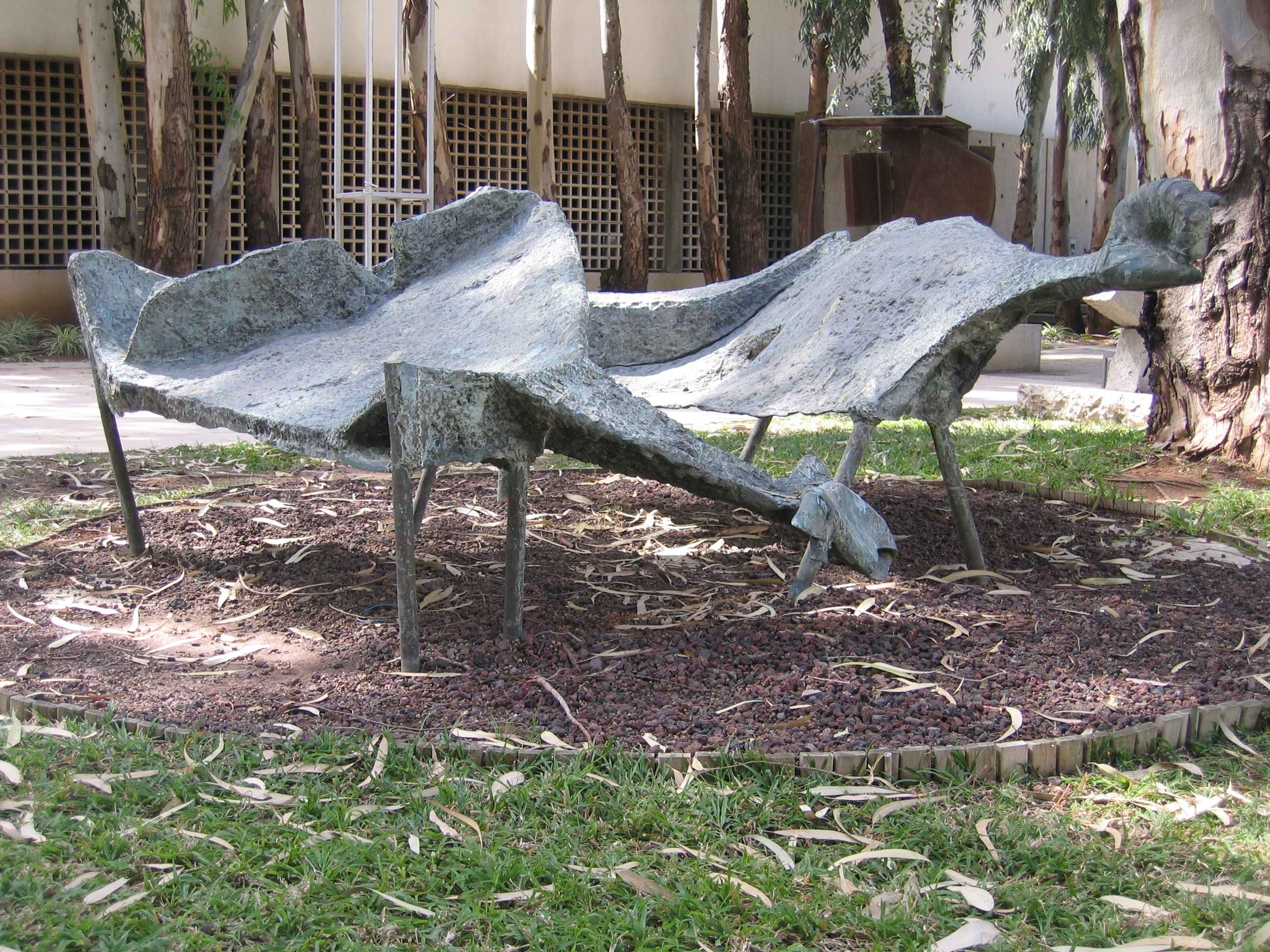
“Ovejas de Negevsky” de Yitzhak Danziger
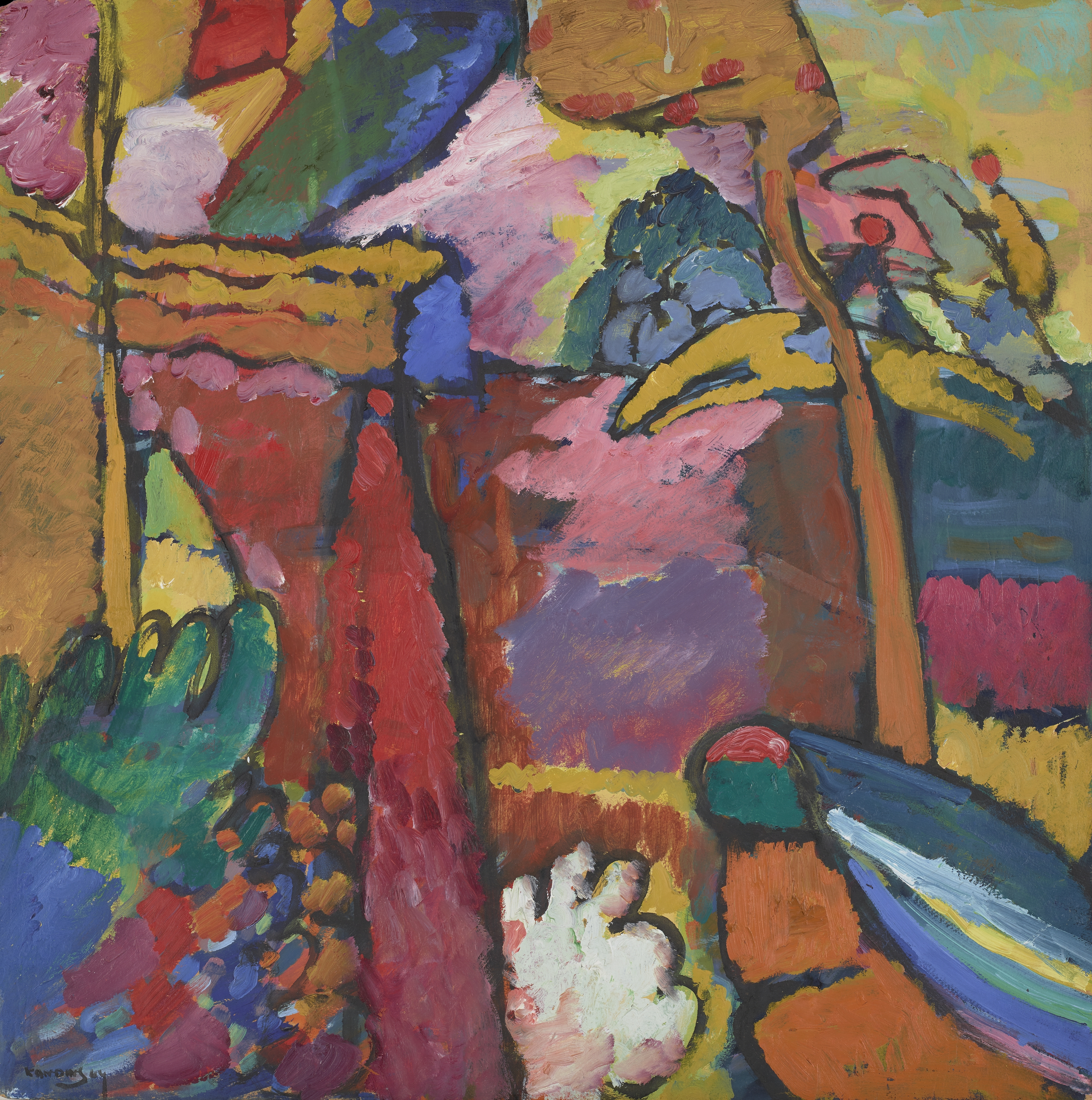
“Improvisación sin título V” de Vasili Kandinsky
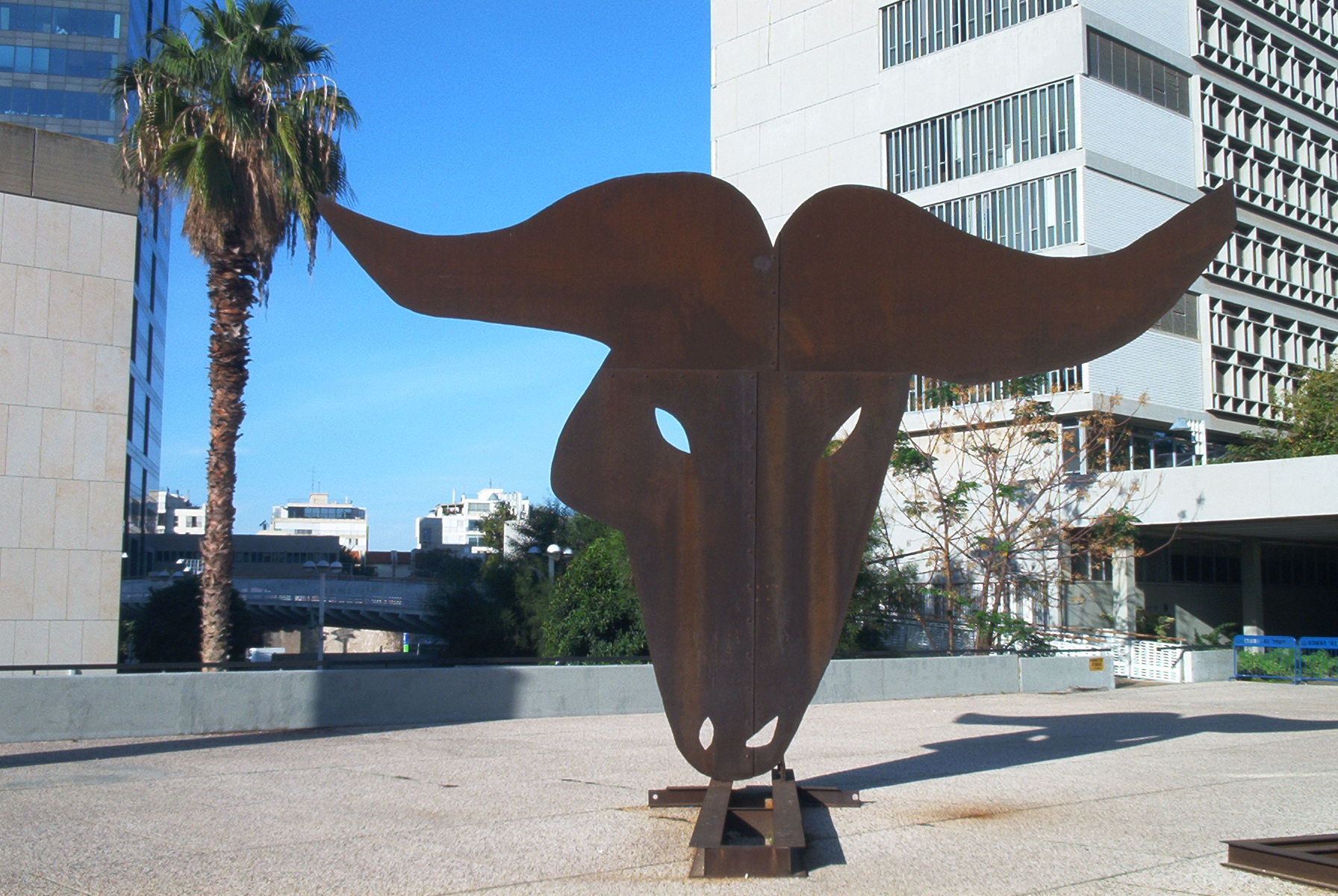
Escultura de Menashe Kadishman
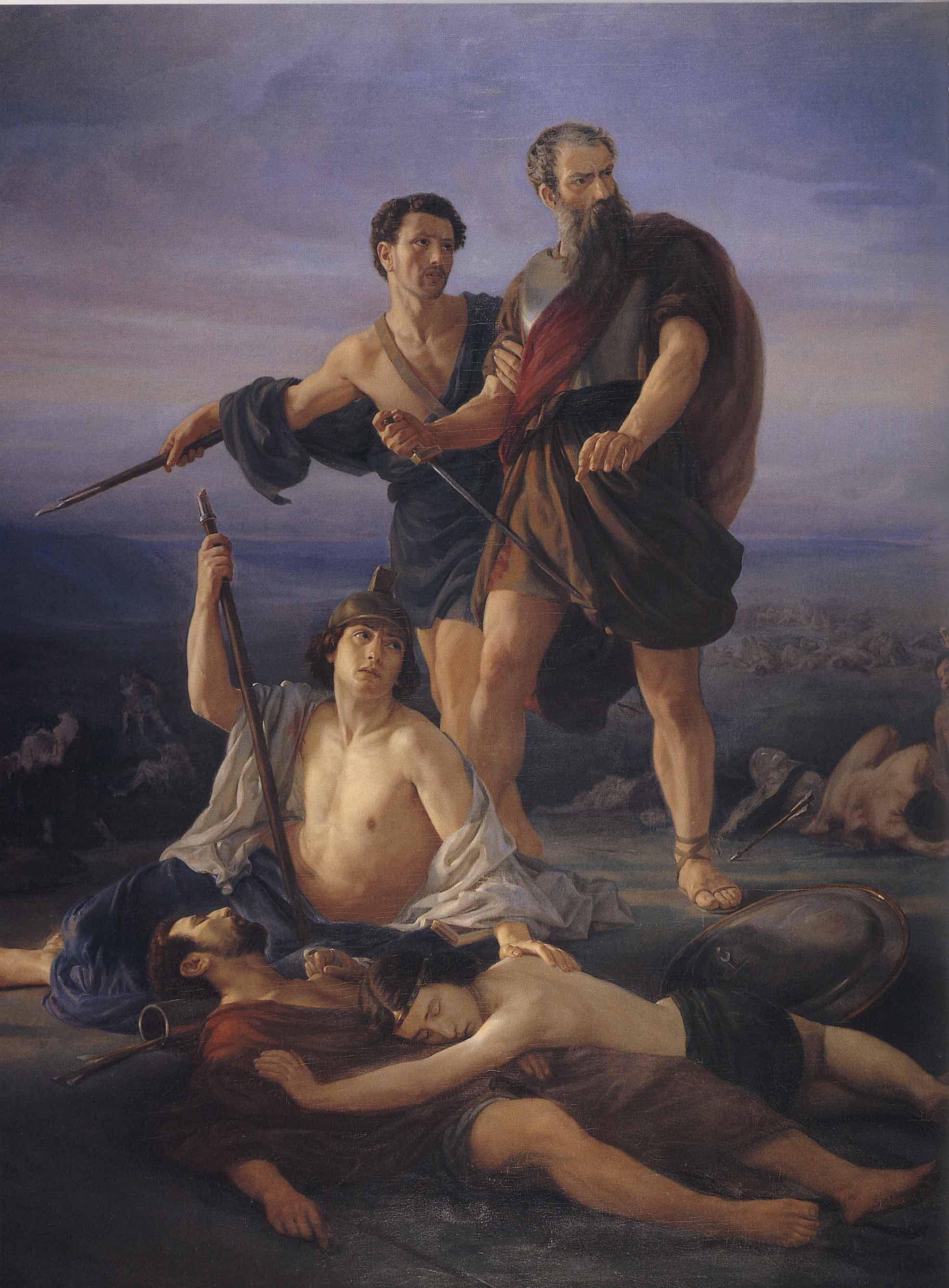
”Muerte del rey Saúl” de Elie Marcuse
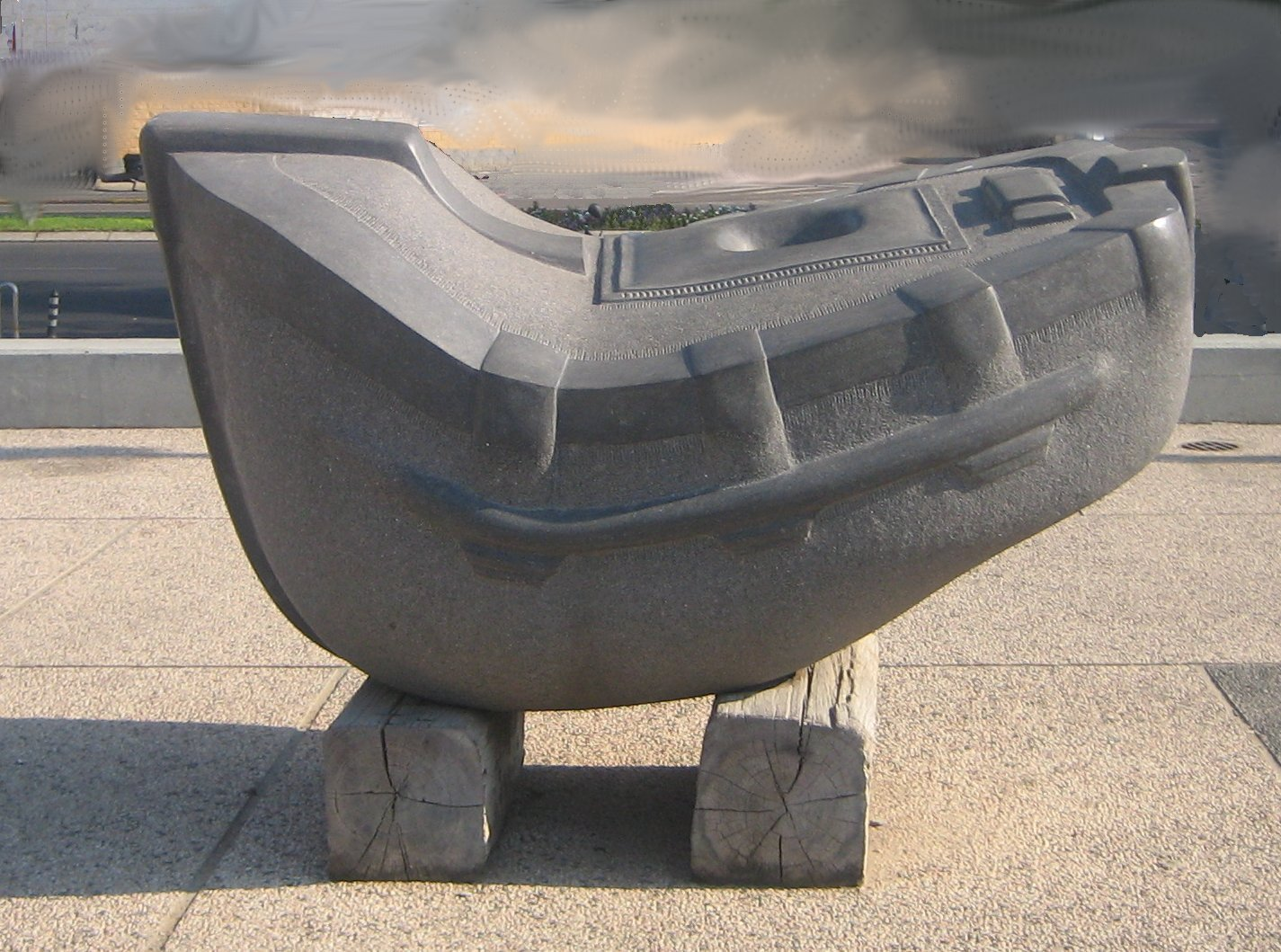
”Barco” de Emanuel Hatzofe
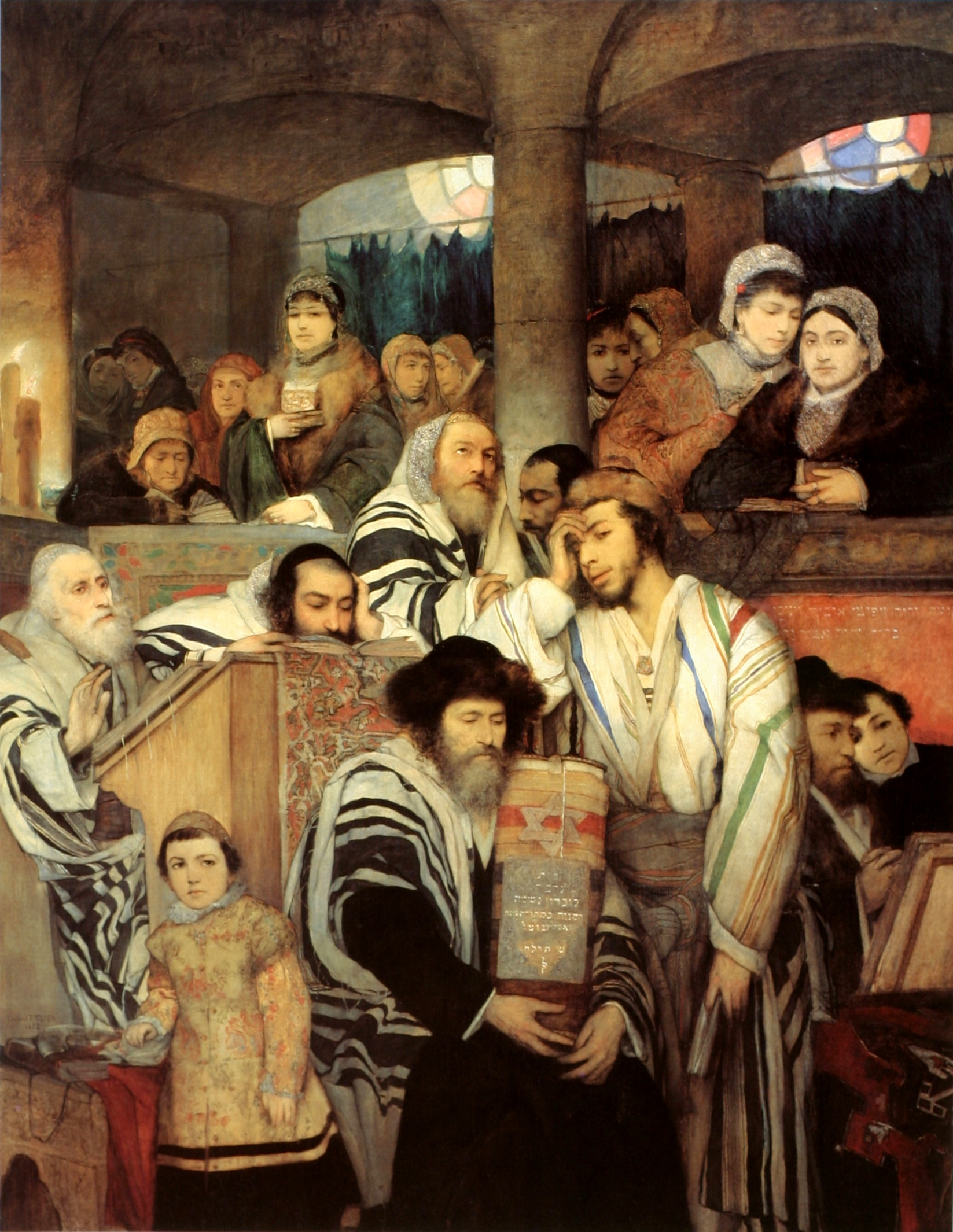
“Oración en la sinagoga de Yom Kipur” de Maurycy Gottlieb